# Caterina di Bulgaria
Caterina di Bulgaria (in slavo ecclesiastico: Єкатерїна, in greco Αἰκατερίνη?, in bulgaro Екатерина?, Ekaterina; fl. XI secolo) fu imperatrice consorte dell'imperatore bizantino Isacco I Comneno e co-reggente di Costantino X per un periodo dopo l'abdicazione del marito nel 1059. Era figlia di Giovanni Ladislao di Bulgaria e di sua moglie Maria, e quindi sorella di Presiano e di Alusiano. Caterina era anche zia, da parte paterna, di Maria di Bulgaria.

## Biografia
Caterina era figlia di Giovanni Ladislao (al potere dal 1015 al 1018), l'ultimo zar di Bulgaria. Sposò il generale Isacco Comneno. Dopo essere diventato imperatore nel 1057, Isacco la elevò ad Augusta. Isacco abdicò al trono il 22 novembre 1059. Si ritirò nel monastero di Studion e trascorse il resto della sua vita, fino alla morte avvenuta alla fine del 1060 o nel 1061, come monaco. Dopo l'abdicazione del marito, sembra che abbia regnato per un po' con Costantino X, ma alla fine si ritirò anche lei nel monastero di Myrelaion con il nome monastico di Xene.

## Discendenza
Caterina ebbe almeno due figli da Isacco:
- Manuele Comneno (1030 ca. - 1042/57), probabilmente il "figlio di Comneno" di cui si ha menzione come fidanzato con la figlia del protospatario Helios. Morì tra il 1042 e il 1057[7].
- Maria Comnena (nata nel 1034 circa), la cui bellezza viene sottolineata da Psello, ma che rimase nubile e si ritirò con la madre nel monastero di Myrelaion[8].

## Ascendenza
|                               |   |                    | Genitori |  |  | Nonni              |  |  | Bisnonni       |  |
|                               |   |                    |          |  |  | Aronne di Bulgaria |  |  | Nicola (komes) |  |
|                               |   |                    |          |  |  | Aronne di Bulgaria |  |  | Nicola (komes) |  |
|                               |   | Ripsimia d'Armenia |          |  |  | Aronne di Bulgaria |  |  |                |  |
| Giovanni Ladislao di Bulgaria |   |                    |          |  |  | Aronne di Bulgaria |  |  |                |  |
|                               |   | …                  | …        |  |  |                    |  |  |                |  |
|                               |   | …                  | …        |  |  |                    |  |  |                |  |
|                               |   | …                  | …        |  |  |                    |  |  |                |  |
| Caterina di Bulgaria          |   | …                  |          |  |  |                    |  |  |                |  |
|                               | … | …                  |          |  |  |                    |  |  |                |  |
|                               | … | …                  |          |  |  |                    |  |  |                |  |
|                               | … | …                  |          |  |  |                    |  |  |                |  |
| Maria                         | … |                    |          |  |  |                    |  |  |                |  |
|                               |   | …                  | …        |  |  |                    |  |  |                |  |
|                               |   | …                  | …        |  |  |                    |  |  |                |  |
|                               |   | …                  | …        |  |  |                    |  |  |                |  |
|                               |   | …                  |          |  |  |                    |  |  |                |  |